# 平隆市社
平隆市社是越南平福省下辖的一個市社。

## 地理
平隆市社北接禄宁县，东、南和西接汉广县。

## 历史
2009年8月11日，平隆县以清富社、清凉社、安禄市镇1市镇2社和安富社、清平社2社部分区域析置平隆市社；安禄市镇和安富社部分区域析置安禄坊，安禄市镇部分区域和安富社、清平社2社部分区域合并为兴战坊，安禄市镇分设为富盛坊和富德坊。

## 行政区划
平隆市社下辖4坊2社，市社人民委员会位于兴战坊。
- 安禄坊（Phường An Lộc）
- 兴战坊（Phường Hưng Chiến）
- 富德坊（Phường Phú Đức）
- 富盛坊（Phường Phú Thịnh）
- 清凉社（Xã Thanh Lương）
- 清富社（Xã Thanh Phú）